# 不伦瑞克广场
51°31′27″N 0°7′21″W / 51.52417°N 0.12250°W

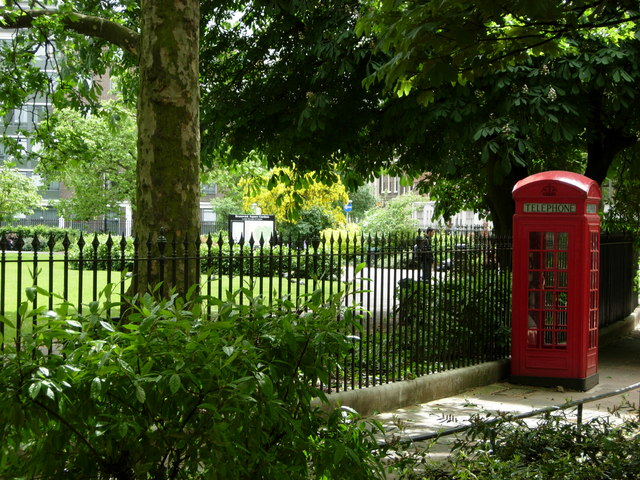
不伦瑞克广场

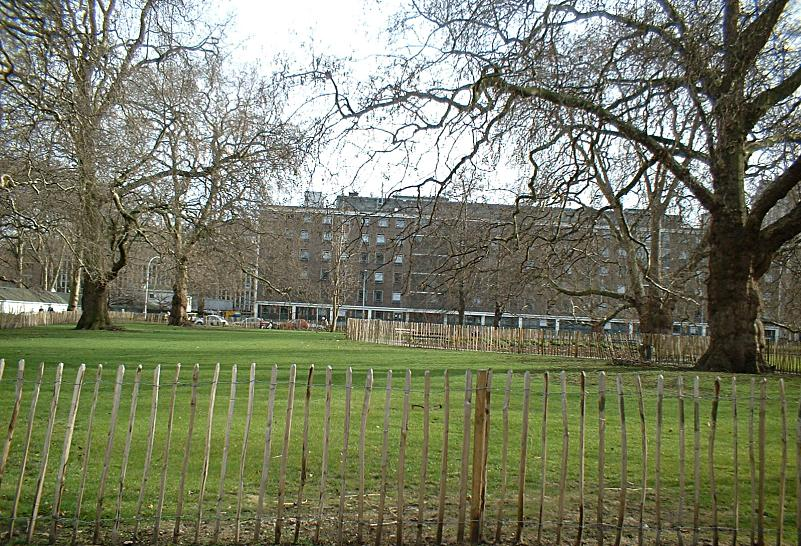
不伦瑞克广场

不伦瑞克广场（Brunswick Square）是英国伦敦卡姆登区布卢姆茨伯里的一个公共花园。其北侧为伦敦大学药学院和育婴堂博物馆（Foundling Museum），西侧为不伦瑞克中心（Brunswick Centre），南侧为伦敦大学宿舍国际馆（International Hall），在其西侧是两个独立但相关的儿童慈善机构，科勒姆之家（Coram Family）和科勒姆田园（Coram's Fields）。
现在的不伦瑞克广场和东面的梅克伦堡广场原来都是育婴堂（Foundling Hospital）院落的一部分。1790年，育婴堂计划将土地出租建房，筹集资金。不伦瑞克广场得名于不伦瑞克的卡罗琳，由詹姆斯·伯顿建于1795–1802年。
罗素广场站是最近的地铁站。
在简·奥斯汀的小说《爱玛》中，约翰·奈特利夫妇就住在不伦瑞克广场。
约翰·罗斯金于1819年诞生在不伦瑞克广场亨特街54号。
不伦瑞克广场26号是作家E·M·福斯特在伦敦的基地（1930-1939年）。